# モード (ノルウェー王妃)
モード・オブ・ウェールズ （英語: Maud of Wales, Maud Charlotte Mary Victoria, 1869年11月26日 - 1938年11月20日）は、ノルウェー王ホーコン7世の王妃。1319年以来、単独の王国として絶えていた（その間デンマークあるいはスウェーデンの王がノルウェー王を兼ねる同君連合が続いていた）ノルウェーに、約600年ぶりに復活した王妃である。ノルウェー語名はモード（マウド）・アヴ・ストールブリタニア（Maud av Storbritannia）。

## 生涯
イギリス王太子（プリンス・オブ・ウェールズ）アルバート・エドワード（後のエドワード7世）とアレクサンドラ・オブ・デンマークの末子としてロンドンで生まれる。幼い頃から高い知性を見せ、「ハリー」というあだ名がつけられた。母アレクサンドラが毎年故国デンマークを訪問するのに同行し、時には母と母の姉妹たちに連れられて、ノルウェーや地中海のクルーズ旅行をした。
1896年6月22日、モードはバッキンガム宮殿のチャペルで、従弟にあたるデンマーク王子カールと結婚した。カールは母アレクサンドラの兄であるデンマーク王太子フレゼリク（後のフレゼリク8世）の次男だった。花嫁の父エドワード王太子は、イギリスに滞在するときの住まいにするようにとサンドリンガムの館をモードに与えた。その館で、1903年7月にモードとカールの一人息子アレクサンダー（のちのオーラヴ5世）が生まれた。

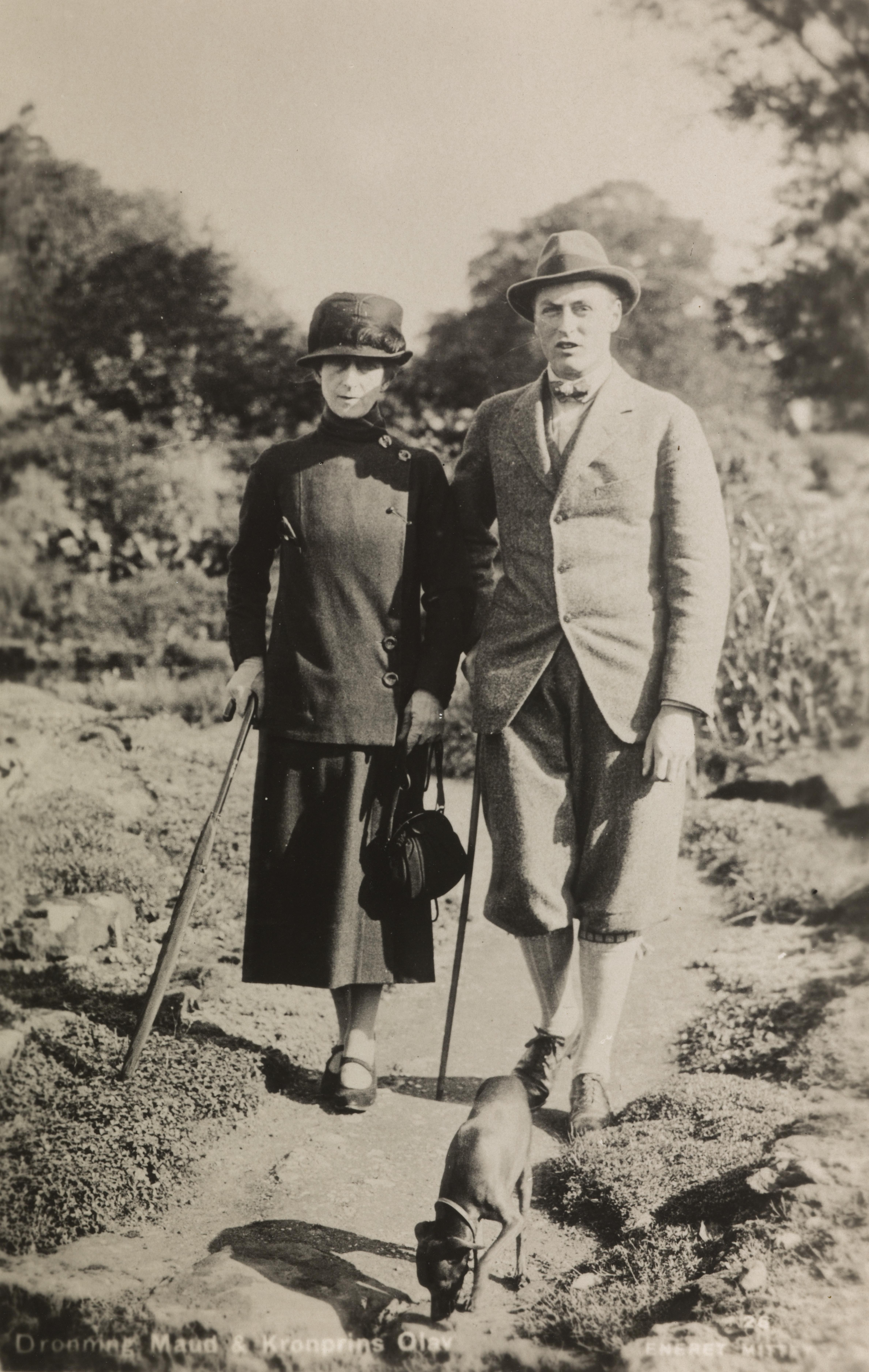
散策するモードとオーラヴ

カールはデンマーク海軍士官であったため、1905年までは一家は主にデンマークに住んだ。1905年7月、ノルウェー議会は1世紀にも及んだスウェーデンとの同君連合を解消し、国民投票の結果、カール王子を新しいノルウェー国王に選出した。カールはこれを受諾し、自らの名をノルウェー風にホーコン7世とし、息子アレクサンダーの名前もオーラヴとした。1906年6月、ホーコンとモードはトロンハイムのニーダロス大聖堂で戴冠した。
モードは王妃になっても、故国イギリスを変わらず愛した。一方で新しい母国に素早くなじみ、王妃としての責務を果たした。特に子供や動物に関したチャリティーを支援し、音楽家や芸術家への支援もおこなった。モードは首都オスロを見渡せる町コングスセテレンの英国庭園を整備したり、スキーを習った。モードが最後に英国国民の前に姿を見せたのは、1937年の甥ジョージ6世の戴冠式だった。彼女はウエストミンスター寺院で義理の姉メアリー・オブ・テックの隣に座った。
1938年11月20日、モードは心臓手術の3日後にロンドンで急死した。遺体は軍艦に乗せられてノルウェーへ帰り、アーケシュフース城の王立墓地に葬られた。